# Beatriz del Cueto López
Beatriz del Cueto López-Hidalgo (La Habana, 18 de febrero de 1952) es una arquitecta de origen cubano, actualmente residente en Guaynabo, Puerto Rico. Es reconocida por su trabajo en el área de la conservación histórica, tanto en Puerto Rico como en el extranjero. Es miembro de la American Academy de Roma, donde desarrolló trabajo de investigación como ganadora del Premio Roma que otorga dicha institución bajo el auspicio del National Endowment for the Arts, en la categoría de preservación y conservación histórica.

## Primeros años

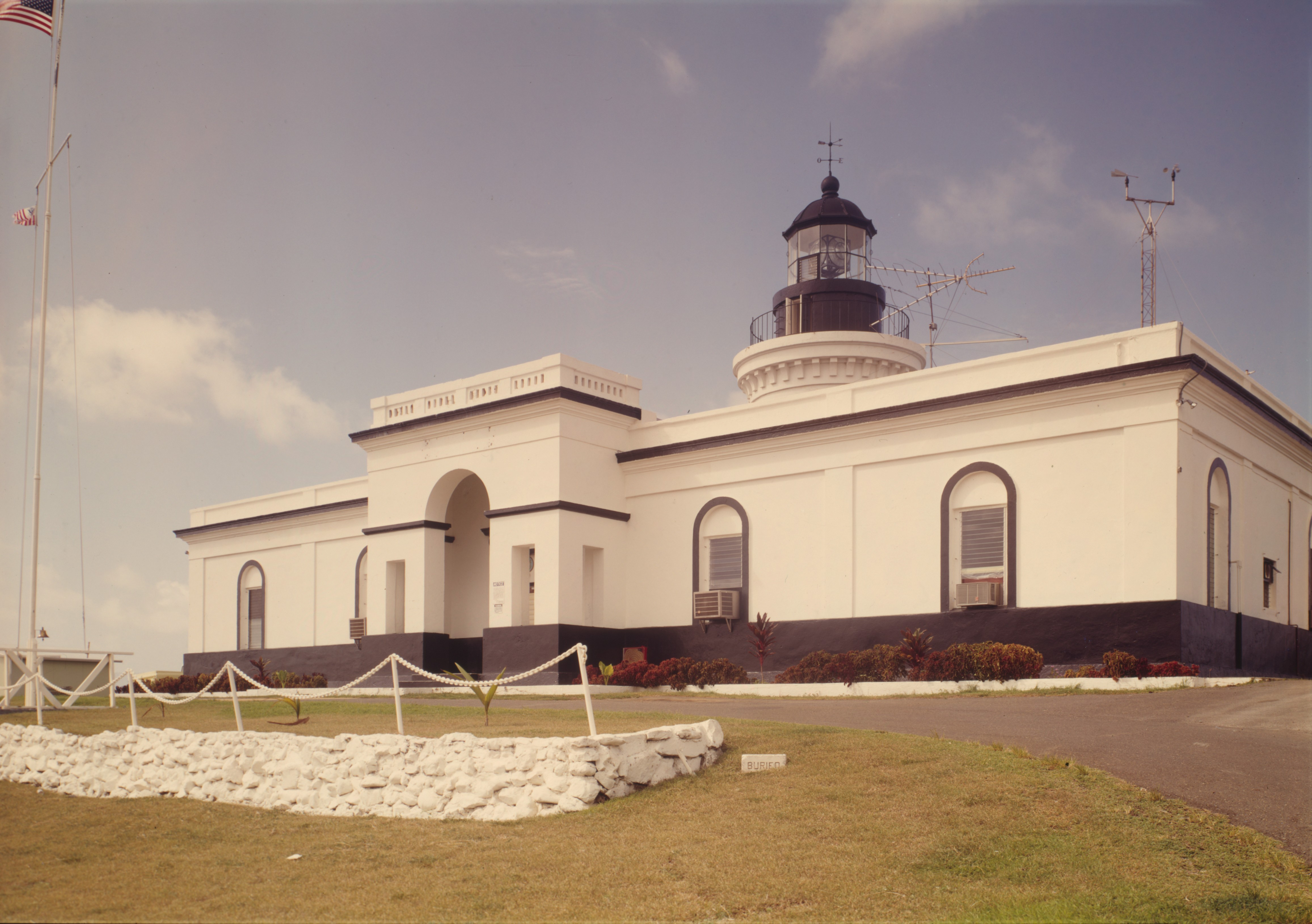
Faro Las Cabezas de San Juan

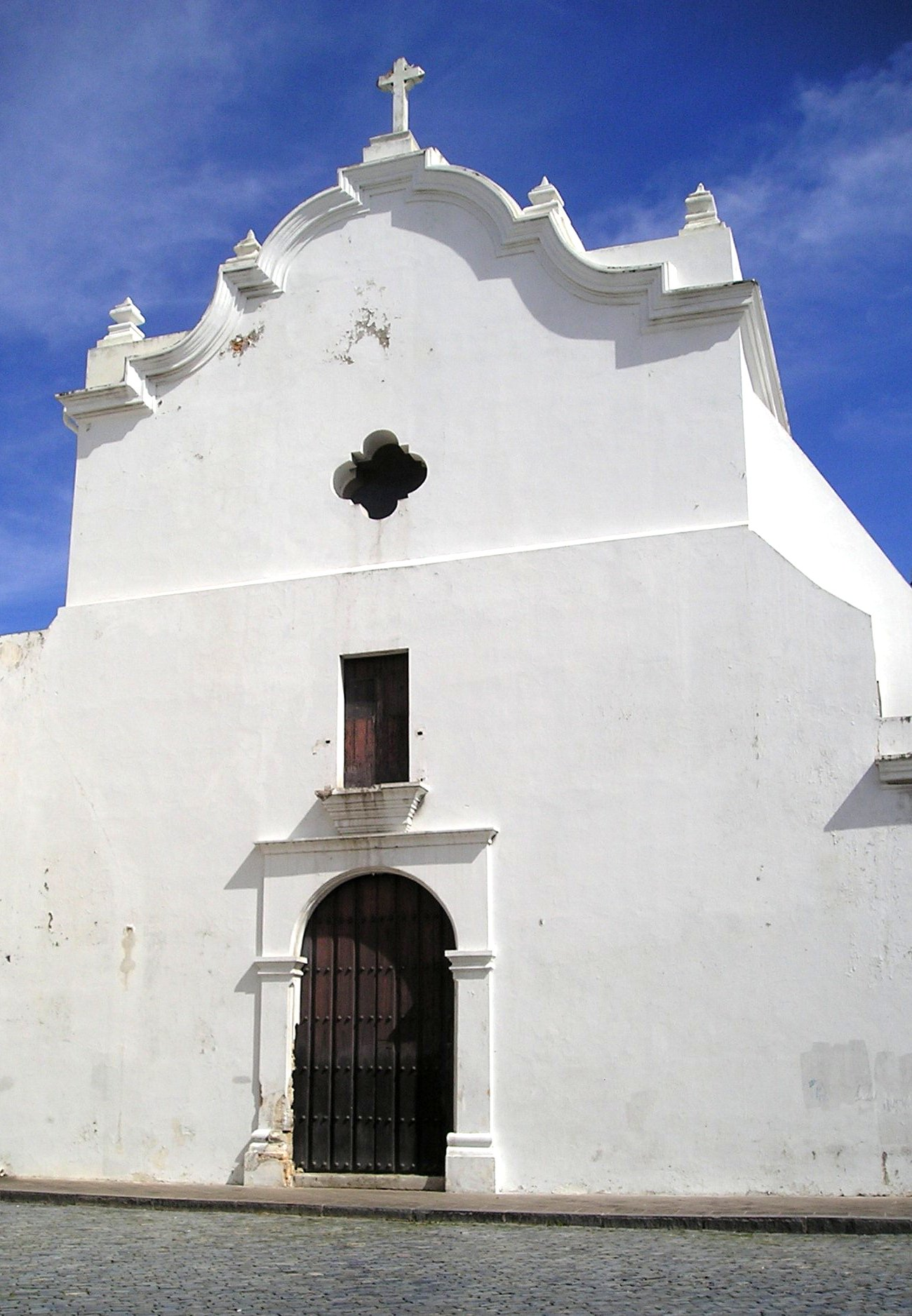
Iglesia de San José

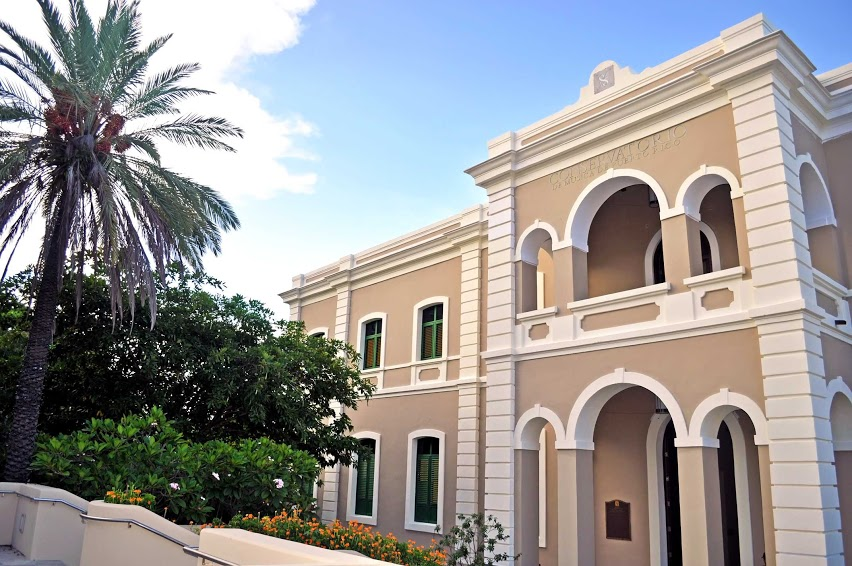
Conservatorio de Música de Puerto Rico

Beatriz del Cueto López-Hidalgo nació en La Habana en 1952. A los 8 años salió de su país. Estudió arquitectura en la Universidad de Florida de Gainesville en Estados Unidos donde se graduó en 1976. El tema de la construcción le interesaba porque su padre, que murió cuando ella tenía 14 años, era ingeniero mecánico. 
En 1975 realizó un curso en el Instituto de Preservación de Nantucket. Continuó su formación obteniendo un Master of Arts en Arquitectura con especialización en Preservación Histórica también en la Universidad de Florida (1976). Estudió en Roma en 1984 en el Centro Internacional para el Estudio de la Preservación y Restauración del Patrimonio Cultural y vuelve en 2011 como miembro de la Academia Americana en Roma.

## Trayectoria
En el 1977, comenzó a trabajar en la oficina del gran arquitecto Henry Klumb en Puerto Rico. Obtiene su licencia de arquitecta en 1984. Continua luego trabajando tres años para el Estado en la Oficina de Estatal de Conservación Histórica y luego trabaja en la sub-dirección del Colegio de Arquitectos de Puerto Rico entre 1984 y 1986. A partir de entonces y hasta 1990 trabaja en su propia firma. En ese año funda junto a Agammenon Pantel, su marido, la firma Pantel, del Cueto & Asociados que se dedica a consultorías relacionadas al patrimonio construido, arqueología y arquitectura tradicional. 
Se ha convertido en un referente por su gran conocimiento de la arquitectura tradicional en la región caribeña, obteniendo reconocimiento dentro y fuera de Puerto Rico. Ha trabajado como asesora del American Institute of Architects, sede nacional, y del AIA Legacy, Inc.para preparar la Evaluación, recomendaciones y lineamientos para la preservación histórica y el patrimonio cultural construido del corredor nordeste de Haití. Ha sido pionera en el estudio y renovación de técnicas relacionadas con la arquitectura tradicional, la construcción vernácula y el diseño interpretativo. Fundó el Laboratorio de Conservación Arquitectónica de la Escuela de Arquitectura de la Universidad Politécnica de Puerto Rico, del cual es Directora donde imparte cursos de teoría de la conservación y análisis científico de los materiales de construcción. Ha sido presidenta del American Institute of Architects (sede Puerto Rico).
Preocupada por la situación de las mujeres en la profesión, del Cueto fue la curadora de la muestra organizada en 1992 por el Pratt Institute y el AIA en Long Island, Estados Unidos denominada Island Architecture: Women Architects from Puerto Rico, the Caribbean, Florida and Long Island. La exposición mostró el trabajo de 35 arquitectas. La muestra fue exhibida previamente en Puerto Rico acompañada por un encuentro donde disertaron Ann Beha, Elizabeth Plater-Ziberk, Maya Lin y Zaha Hadid.

## Obras
- Restauración del Faro de Las Cabezas de San Juan, Fajardo[4]
- Colegio de Arquitectos Puerto Rico, Santurce. Restauración de una residencia de 1910
- Conservatorio de Música de Puerto Rico, Miramar (Antiguo Asilo de Niñas)
- Restauración de una mansión del siglo XVIII donde funciona el Conservation Trust of Puerto Rico en el Viejo San Juan
- Hacienda La Esperanza, Manatí
- Iglesia de San José, Viejo San Juan[5]

## Publicaciones
Los trabajos de Beatriz del Cueto han sido difundidos en prestigiosas revistas internacionales: APT Bulletin – the Journal of Preservation Technology, AAA – Archivos de Arquitectura Antillana, Revista Internacional de Arquitectura y Cultura en el Gran Caribe, Architecture, Florida and Caribbean Architect. En los últimos años, del Cueto se dedica a investigar y escribir sobre los problemas de conservación de los cementos y morteros de los primeros años del siglo XX en Puerto Rico, tarea que combina su interés por la tecnología y por la historia. Algunos trabajos realizados por ella son:
- del Cueto López-Hidalgo, Beatriz (1976), El Seminario Conciliar de San Ildefonso: cradle of higher education in Puerto Rico: adaptive use study. Tesis de Maestría. University of Florida, Gainesville, Florida
- del Cueto de Pantel, Beatriz (septiembre de 1986) La Intervención en un Edificio Histórico: Los Conceptos Fundamentales, Plástica Revista, La Liga de Arte de San Juan, v. 2, nº 15, pp. 78–82

- del Cueto, Beatriz (1997) A manual on conservation methodology for historic buildings & structures, Puerto Rico and the Virgin Islands, Caribbean Heritage, Inc., Guaynabo, Puerto Rico

- del Cueto, Beatriz (2012) The Rescue of Iglesia de San José – transdisciplinary investigations and analysis prior to Conservation, Pantel, del Cueto & Associates, pp. 1–27

- del Cueto, Beatriz (17 de septiembre de 2013), ¿Escombros o material de reciclaje?, Construcción, Arquitectura, pp. 36–37
- del Cueto, Beatriz (2013) Mother Nature versus Puerto Rican Building Technologies, pp. 19

## Reconocimientos
- 1991 URBE Award a la Excelencia en Arquitectura[1]
- En 2002 fue elegida miembro del American Institute of Architects por su trabajo de investigación en la preservación histórica en el Caribe.
- En abril de 2011, fue galardonada con el Premio Roma, por la Academia Americana de Roma, lo que le permitió pasar un largo período allí beneficiándose de intercambios interdisciplinarios y de libertad intelectual[6]
- En 2011, el Premio Anne de Fort-Mennares por la aplicación de metodologías históricas a la preservación de prácticas tecnológicas.
- En 2012 recibe el premio Henry Klumb por su trayectoria[7]
- En 2014 obtiene la beca de la Fundación James Marston Fitch para desarrollar el proyecto Concrete Block and Hydraulic Cement Floor Tile in the Tropics.